# La Madeleine à la veilleuse
Pour les articles homonymes, voir Madeleine pénitente.
La Madeleine à la veilleuse est une peinture à l'huile sur toile du peintre français Georges de La Tour réalisé vers 1642-1644. Deux versions de cette peinture existent, une conservée au musée du Louvre à Paris, et l'autre, antérieure, au musée d'Art du comté de Los Angeles (« Magdalene with the Smoking Flame »).

## Description
La Madeleine à la veilleuse représente sainte Marie Madeleine, comme plusieurs autres peintures de l'artiste. La disciple du Christ est représentée de façon austère, en méditation dans le pénombre de sa cellule, pieds nus, vêtue humblement d'une chemise et d'une bure, la main droite posée sur la tête de mort qu'elle tient sur ses genoux : désormais entièrement tournée vers la vie contemplative, la pécheresse convertie a renoncé à la vanité du monde. Elle est éclairée à la lueur de la lampe à huile dont elle fixe la flamme. Cette veilleuse constitue une nature morte, avec les deux livres pieux, le crucifix et la discipline disposés à ses côtés.
La toile conservée à Paris reprend la composition de celle du musée d'art du comté de Los Angeles.
Le tableau mesure, avec son cadre, 156 centimètres de hauteur et 122 centimètres de largeur,, 128 centimètres sur 94 sans le cadre.

## Histoire
Le tableau est acheté en 1949 par le musée du Louvre et porte le numéro d'inventaire RF 1949-11,. Il est conservé au Louvre-Paris dans l'aile Sully, salle 912.
Il a passé une partie de la Seconde Guerre mondiale caché dans une mine de sel allemande à l'abri des bombardements.

## Analyse
Le tableau, grave et dépouillé, aux teintes sombres, à l'extrême stylisation et à la remarquable économie de moyens, a la puissance et la profondeur des œuvres tardives de La Tour.
Pierre Rosenberg qualifie en 1973 cette nature morte de « cubiste », n'évoquant ni la vie mondaine ni le renoncement de Madeleine mais ses mortifications et les rigueurs de sa vie d'ermite.

## Expositions
La Madeleine à la veilleuse est exposée au Louvre-Lens dans La Galerie du temps.
Elle est exposée dans le cadre de l'exposition Les Choses. Une histoire de la nature morte au musée du Louvre du 12 octobre 2022 au 23 janvier 2023, parmi les œuvres de l'espace nommé « Ce qui reste »